# WCT Finals 1981
Il WCT Finals 1981 è stato un torneo di tennis giocato sul sintetico indoor. È stata la 9ª edizione del torneo, che fa parte del Volvo Grand Prix 1980. Il torneo si è giocato al Reunion Arena di Dallas negli Stati Uniti dal 27 aprile al 3 maggio 1981.

## Campioni

### Singolare maschile
John McEnroe ha battuto in finale  Johan Kriek con il punteggio di 6–1, 6–2, 6–4